# Sachs-Verkündigung

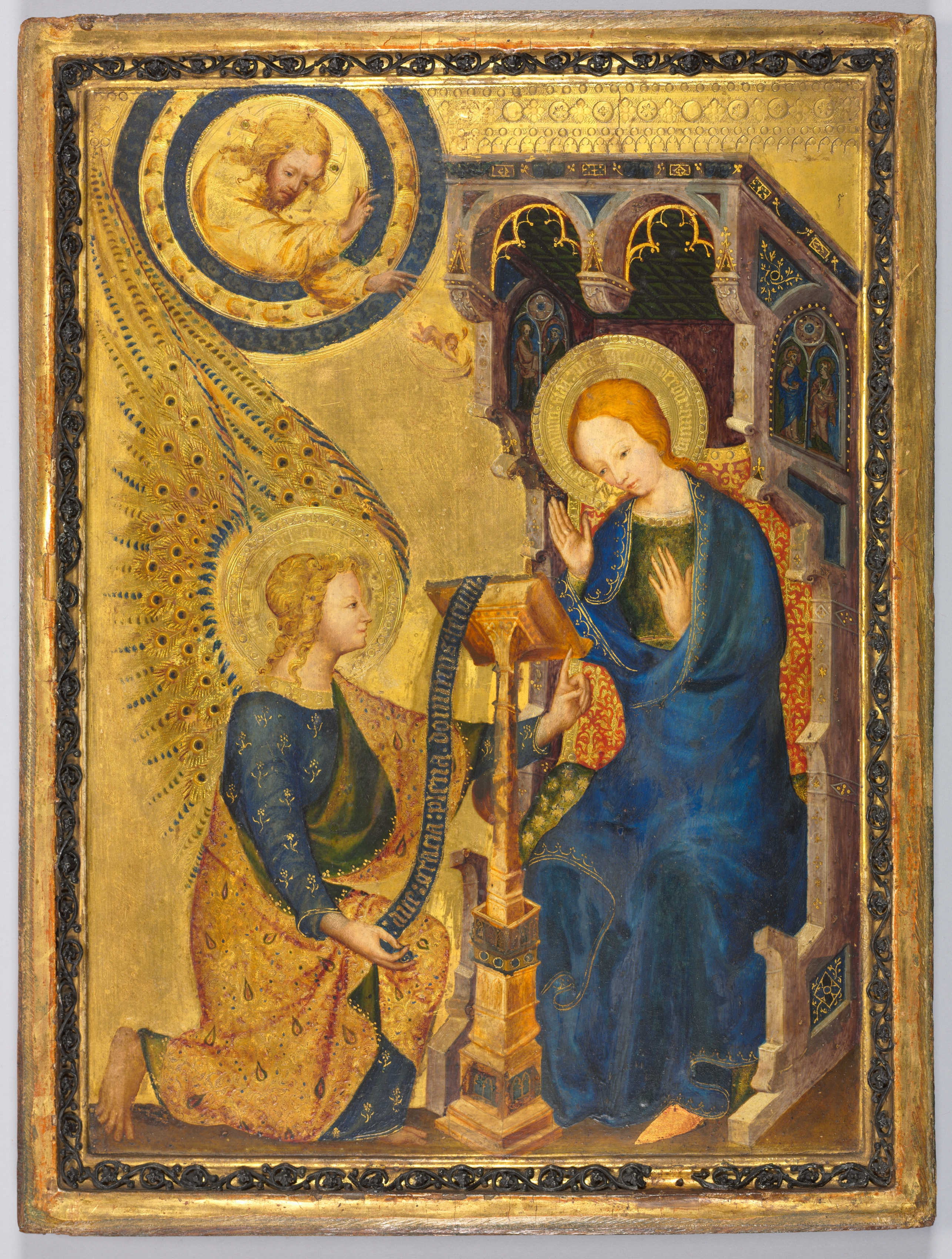
Vorderseite

Die Sachs-Verkündigung ist der vermutlich rechte Flügel eines Diptychons, der von einem französischen oder franko-flämischen Meister um 1340–90 geschaffen wurde. Das Werk zählt zu den wichtigsten Werken der hochgotischen Tafelmalerei. Das in Mischtechnik auf (Walnuss?-)Holz gemalte Bild misst 35,2 × 26,7 cm und war ein privates Andachtsbild, möglicherweise eines Mitglieds der Familie der Grafen von Hennegau, dessen Wappen wohl die Rückseite ziert.
Der linke Flügel, der wohl eine biblische Szene – vielleicht die Kreuzigung – zeigte, ist verschollen.

## Beschreibung

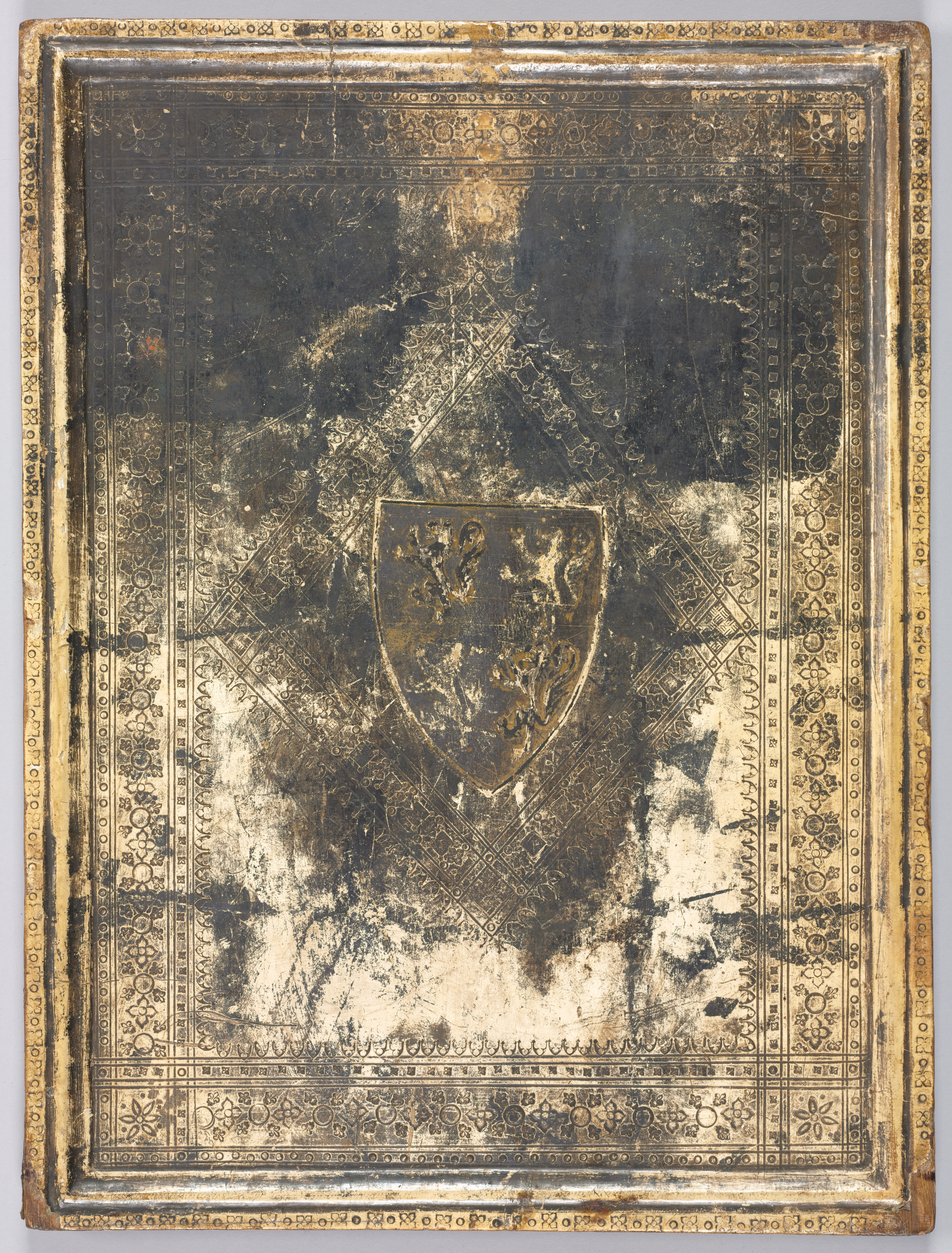
Rückseite

Die Tafel zeigt die Verkündigung des Herrn. Links kniet der Erzengel Gabriel mit großen, aus Pfauenfedern gebildeten Flügeln. Er hat einen Heiligenschein mit der Inschrift „sanctus gabriel archangelus dei“ (deutsch Heiliger Gabriel, Erzengel Gottes). Er hält ein Spruchband mit der Inschrift: „ave : gracia : plena : dominus : tecum“ (deutsch Sei gegrüßt, du Begnadete, der Herr ist mit dir. (Lk 1,28 )), welches auf einem Pult endet, was vor Maria steht. Maria sitzt auf einem Thron mit einem aufwendigen Baldachin. Ihr Heiligenschein trägt die Inschrift: „[ecc]e ā[n]cilla domini fiat michi [= mihi] secū[n]dū[m] verbū[m] tuum“ (deutsch Siehe, ich bin die Magd des Herrn; mir geschehe, wie du es gesagt hast. (Lk 1,38 )) Oben links in blaue und goldene Kreise gefasst ist Gott dargestellt, der das Christkind zu Maria wirft als Darstellung der Empfängnis. Die ganze Szene ist auf einem Goldgrund gemalt, der am oberen Rand aufwendig punziert ist.

## Stil und Einflüsse

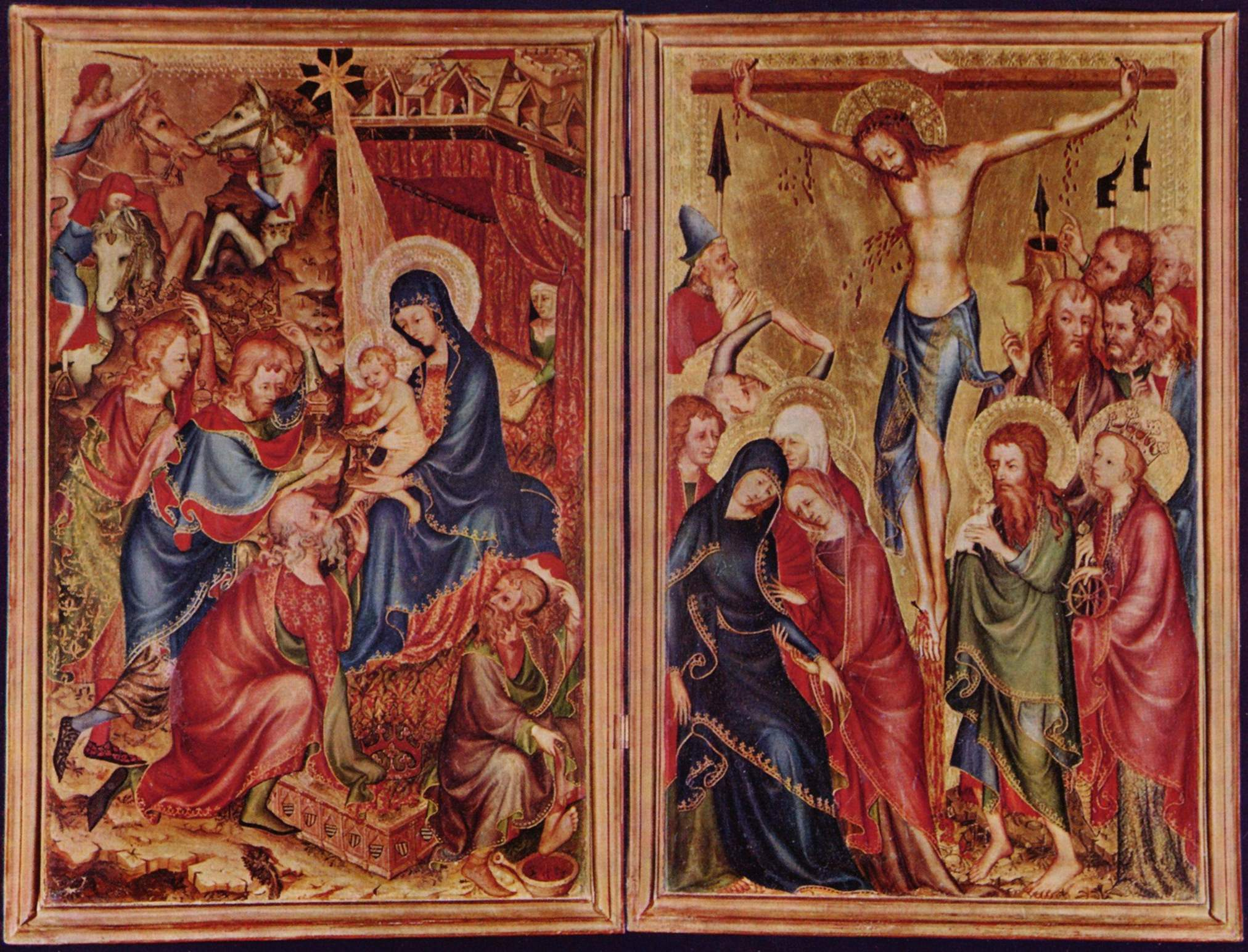
Französischer oder franko-flämischer Meister um 1350/60, Anbetung der Könige, Kreuzigung, Florenz, Bargello („Kleines Bargello-Diptychon“)

Die Datierung der Tafel ist umstritten und reicht von 1340 bis 1390. Die Tafel hat starke Ähnlichkeiten mit dem Kleinen Bargello-Diptychon, welches aus der gleichen Werkstatt, wohl aber nicht von der gleichen Hand stammen könnte. Stilistische Parallelen bestehen auch mit dem illuminierten Manuskript Très Belles Heures des Duc de Berry. Das Motiv des Christkindes, welches zu Maria hinabsteigt ist selten und auch in einem Bildteppich mit der Verkündigung zu sehen, der im Metropolitan Museum of Art aufbewahrt wird.
Starke Einflüsse hatte das Bild bzw. seine Werkstatt auf einen Baldachinaltar eines Nürnberger Meisters.

## Provenienz
- 1863–1925 in der Sammlung des Grafen von Anhalt-Dessau, 1925–26 C.A. de Burlet, Berlin (Kunsthändler); 1926–54 Arthur Sachs, New York and Santa Barbara; 1954 durch den Mr. and Mrs. William H. Marlatt Fund erworben für das Cleveland Museum of Art.